# Élections sénatoriales néerlandaises de 1999
Les élections sénatoriales néerlandaises de 1999 (en néerlandais : Eerste Kamerverkiezingen 1999) se tiennent le 25 mai afin d'élire les 75 sénateurs siégeant à la Première Chambre des États généraux pour un mandat de quatre ans.

## Résultats
| Parti                    | Parti                                                                    | Voix | Poids   | %      | +/- | Sièges | +/-           |
| ------------------------ | ------------------------------------------------------------------------ | ---- | ------- | ------ | --- | ------ | ------------- |
|                          | Appel chrétien-démocrate (CDA)                                           | 197  | 40 541  | 25,73  |     | 20     | 1             |
|                          | Parti populaire pour la liberté et la démocratie (VVD)                   | 182  | 39 809  | 25,27  |     | 19     | 4             |
|                          | Parti travailliste (PvdA)                                                | 155  | 30 976  | 19,66  |     | 15     | 1             |
|                          | Gauche verte (GL)                                                        | 76   | 16 256  | 10,32  |     | 8      | 4             |
|                          | Démocrates 66 (D66)                                                      | 39   | 8 542   | 5,42   |     | 4      | 3             |
|                          | Fédération politique réformatrice (RPF) - Ligue politique réformée (GPV) | 40   | 7 307   | 4,64   |     | 4      | 2             |
|                          | Parti socialiste (SP)                                                    | 19   | 4 801   | 3,05   |     | 2      | 1             |
|                          | Parti politique réformé (SGP)                                            | 22   | 4 281   | 2,72   |     | 2      | en stagnation |
|                          | Groupe indépendant du Sénat (OSF)                                        | 21   | 3 880   | 2,46   |     | 1      | en stagnation |
|                          | Groupements locaux indépendants (OLG)                                    | 7    | 843     | 0,54   | Nv. | 0      | en stagnation |
|                          | Pays-Bas mobiles (NMob) - Union 55+ (U55+)                               | 1    | 317     | 0,20   |     | 0      | 2             |
|                          | Liste vierge                                                             | 0    | 0       | 0,00   | Nv. | 0      | en stagnation |
|                          |                                                                          |      |         |        |     |        |               |
| Suffrages exprimés       | Suffrages exprimés                                                       | 759  | 157 553 | 100,00 |     |        |               |
| Votes blancs et nuls     | Votes blancs et nuls                                                     | 0    | 0       | 0,00   |     |        |               |
| Total                    | Total                                                                    | 759  | 157 553 | 100    | -   | 75     | en stagnation |
| Abstentions              | Abstentions                                                              | 1    | 65      | 0,04   |     |        |               |
| Inscrits / Participation | Inscrits / Participation                                                 | 760  | 157 618 | 99,96  |     |        |               |